# Denver Broncos 1990
La stagione 1990 dei Denver Broncos è stata la 21ª della franchigia nella National Football League, la 31ª complessiva e la 11ª con Dan Reeves come capo-allenatore.

## Scelte nel Draft 1990
- Alton Montgomery, Safety, Houston
- Jeroy Robinson, Inside Linebacker, Texas A&M
- Jeff Davidson, Guard, Ohio State
- Le-Lo Lang, Cornerback, Washington
- Ronnie Haliburton, Outside Linebacker, Louisiana State
- Shannon Sharpe, Tight End, Savannah State
- Brad Leggett, Center, Southern California
- Todd Ellis, Quarterback, South Carolina
- Jim Szymanski, Defensive End, Michigan State
- Anthony Thompson, Outside Linebacker, East Carolina

## Roster
| Roster dei Denver Broncos nel 1990 |
| --- |
| Quarterback - 7 John Elway - 8 Gary Kubiak Running Back - 32 Mel Bratton FB - 35 Blake Ezor - 26 Bobby Humphrey - 31 Kerry Porter - 30 Steve Sewell FB - 23 Sammy Winder Wide Receiver - 80 Mark Jackson - 82 Vance Johnson - 84 Ricky Nattiel - 85 Tim Stallworth - 83 Michael Young Tight End - 88 Clarence Kay - 89 Orson Mobley - 81 Shannon Sharpe - 86 Chris Verhulst Offensive Linemen - 64 Scott Beavers G - 62 Jeff Davidson G - 63 Sean Farrell G - 69 Darrell Hamilton T - 66 Jim Juriga G/T - 72 Keith Kartz C - 76 Ken Lanier T - 60 Gerald Perry T - 79 Dave Widell G/C - 67 Doug Widell G Defensive Linemen - 99 David Galloway DE - 90 Ron Holmes DE - 71 Greg Kragen NT - 96 Jake McCullough DE - 91 Warren Powers DE - 94 Jim Szymanski DE - 61 Andre Townsend DE/NT Linebacker - 57 Ty Allert OLB - 56 Michael Brooks ILB - 58 Scott Curtis ILB - 55 Rick Dennison ILB - 73 Simon Fletcher OLB - 93 Ronnie Haliburton OLB - 59 Tim Lucas OLB - 77 Karl Mecklenburg ILB/OLB - 52 Jeff Mills OLB - 51 Marc Munford ILB - 95 Jeroy Robinson ILB - 53 Anthony Thompson ILB/OLB Defensive Back - 27 Steve Atwater FS - 34 Tyrone Braxton CB - 20 Kevin Clark CB/KR/PR - 25 Kip Corrington FS - 24 Wymon Henderson CB - 21 Le-Lo Lang CB - 22 Alton Montgomery CB - 38 Bruce Plummer CB - 48 Randy Robbins CB/SS - 49 Dennis Smithl SS - 28 Elliot Smith CB Special Team - 2 Mike Horan P - 9 David Treadwell K |
| Legenda - I rookie sono in corsivo. - Il primo ruolo è il principale mentre gli eventuali successivi indicano i ruoli secondari. - (IR) sta per Injured Reserve ed indica la lista ristretta per un solo giocatore infortunato che può tornare ad allenarsi dopo la settimana 6 e a rientrare in prima squadra dopo che questa ha giocato 8 partite. - (NF-Inj.) / (NF-Ill.) stanno rispettivamente per Non-Football Injured e Non-Football Illness ed indicano le liste dove viene inserito un giocatore che ha un infortunio o una malattia non dipendente dal football americano. - (PUP) sta per Physically Unable to Perform ed indica la lista dove viene inserito un giocatore mentre è in attesa di recuperare la condizione fisica. Nella stagione regolare dopo la sesta partita giocata dalla propria squadra, il giocatore ha tempo tre settimane per riprendere ad allenarsi, più tre settimane aggiuntive dal suo rientro agli allenamenti per rientrare in prima squadra. |

## Calendario
| Stagione regolare |                        |                    |
| Turno             | Avversario             | Risultato          |
| 1                 | at Los Angeles Raiders | S 14–9             |
| 2                 | Kansas City Chiefs     | V 24–23            |
| 3                 | Seattle Seahawks       | V 34–31            |
| 4                 | at Buffalo Bills       | S 29–28            |
| 5                 | Cleveland Browns       | S 30–29            |
| 6                 | Pittsburgh Steelers    | S 34–17            |
| 7                 | at Indianapolis Colts  | V 27–17            |
| 8                 | Settimana di pausa     | Settimana di pausa |
| 9                 | at Minnesota Vikings   | S 27–22            |
| 10                | at San Diego Chargers  | S 19–7             |
| 11                | Chicago Bears          | S 16–13            |
| 12                | at Detroit Lions       | S 40–27            |
| 13                | Los Angeles Raiders    | S 23–20            |
| 14                | at Kansas City Chiefs  | S 31–20            |
| 15                | San Diego Chargers     | V 20–10            |
| 16                | at Seattle Seahawks    | S 17–12            |
| 17                | Green Bay Packers      | V 22–13            |

## Classifiche
| AFC West                | AFC West | AFC West | AFC West | AFC West | AFC West | AFC West | AFC West | AFC West | AFC West |
|                         | V        | S        | P        | %        | DIV      | CONF     | PF       | PS       | Str.     |
| ----------------------- | -------- | -------- | -------- | -------- | -------- | -------- | -------- | -------- | -------- |
| (2) Los Angeles Raiders | 12       | 4        | 0        | .750     | 6–2      | 9–3      | 337      | 268      | V5       |
| (5) Kansas City Chiefs  | 11       | 5        | 0        | .688     | 5–3      | 7–5      | 369      | 257      | V2       |
| Seattle Seahawks        | 9        | 7        | 0        | .563     | 4–4      | 7–5      | 306      | 286      | V2       |
| San Diego Chargers      | 6        | 10       | 0        | .375     | 2–6      | 5–9      | 315      | 281      | S3       |
| Denver Broncos          | 5        | 11       | 0        | .313     | 3–5      | 4–8      | 331      | 374      | V1       |